# NGC 1573A
NGC 1573A (другие обозначения — UGC 3150, MCG 12-5-20, ZWG 328.21, IRAS04423+7322, PGC 16052) — галактика в созвездии Жираф.
Этот объект не входит в число перечисленных в оригинальной редакции «Нового общего каталога» и был добавлен позднее.